# Hypomecus quadriannulatus
Hypomecus quadriannulatus är en stekelart som först beskrevs av Johann Ludwig Christian Gravenhorst 1829.  Hypomecus quadriannulatus ingår i släktet Hypomecus och familjen brokparasitsteklar. Arten är reproducerande i Sverige. Utöver nominatformen finns också underarten H. q. tylus.